# Thomas Holland (jésuite)
Pour les articles homonymes, voir Thomas Holland et Holland.
Thomas Holland, né en 1600 à Sutton, quartier de St Helens dans le Lancashire (Angleterre), et mort (exécuté) le 12 décembre 1642 à Tyburn, est un prêtre jésuite anglais. Rentré en Angleterre après sa formation religieuse sur le continent, il est arrêté et exécuté en haine de la foi. Considéré comme martyr par l’Église catholique, il est béatifié en 1929 avec cent six autres catholiques martyrisés comme lui. Figurant aussi dans la liste des martyrs de Douai il est vénéré par l'Église catholique le 4 mai avec le groupe des Cent sept martyrs d'Angleterre et du pays de Galles et individuellement le 12 décembre.

## Biographie
Probablement fils du gentilhomme Richard Holland, Thomas Holland fait ses études au collège anglais de Saint-Omer (Pays-Bas méridionaux). Puis, en août 1621, au séminaire anglais de Valladolid (Espagne) où il fait le « serment missionnaire » 29 décembre 1633. Lorsque les négociations en vue du mariage entre Charles Ier d’Angleterre et l’infante Marie-Anne d’Espagne échouent, la tension politico-religieuse monte entre l'Espagne et l’Angleterre. Holland est envoyé à Madrid pour assurer le prince Charles de la loyauté des séminaristes anglais de Valladolid, ce qu'il fit dans un discours en latin.
En 1624, il entra au noviciat de la Compagnie de Jésus à Watten dans les Pays-Bas méridionaux et peu après est ordonné prêtre à Liège. Après avoir servi comme administrateur à Gand et préfet au collège de Saint-Omer, il fait sa profession religieuse définitive comme 'coadjuteur spirituel' à Gand (28 mai 1634) et est envoyé rejoindre la mission anglaise l'année suivante (1635). Il fut un adepte du déguisement et, outre sa langue natale, s’exprimait sans difficulté en français, espagnol et flamand.
Après sept and de ministère pastoral clandestin, Thomas Holland est finalement arrêté dans une rue de Londres le 4 octobre 1642 et emprisonné à la New prison. Il est ensuite transféré à la prison de Newgate et accusé au tribunal (7 décembre) d’être un prêtre catholique. Aucune preuve concluante n'est présentée, mais comme il refuse de jurer qu'il ne l'est pas, le jury le reconnaît coupable, ce qui suscite l’indignation du lord-maire de Londres, Isaac Penington, et d’un autre juge nommé Garroway. Le samedi 10 décembre, le Sergent Peter Phesant, le condamne à mort. À son retour en prison, Holland continue son ministère carcéral et entend plusieurs confessions.
Le dimanche et le lundi, il est autorisé à célébrer une messe en prison. Après sa dernière messe, il est emmené pour l'exécution. Il lui est encore permis de s’adresser à la foule et de prononcer plusieurs prières, entre autres pour le roi Charles et ses sujets, priant pour qu’ils reviennent au catholicisme. Il reconnaît alors publiquement qu’il est catholique, prêtre et jésuite. Thomas Holland est alors pendu « jusqu’à ce que mort s’ensuive ». Cela se passe le 12 décembre 1642, et Thomas Holland n’a que 42 ans.